# Sara (Fleetwood Mac)
"Sara" is een nummer van de Brits-Amerikaanse groep Fleetwood Mac. Het nummer werd geschreven door Stevie Nicks en staat op het album Tusk uit 1979. Het nummer werd op 5 december dat jaar op vinylsingle uitgebracht.

## Oorsprong
Er zijn verschillende theorieën over het onderwerp van dit nummer. De meest aannemelijke gaan over Don Henley en Mick Fleetwood.

### Don Henley
In de tijd dat Stevie Nicks dit nummer schreef, had ze een relatie met Eagles-bandlid Don Henley. Tijdens deze relatie zou ze zwanger zijn geraakt en abortus hebben gepleegd. In een interview in 1979 vertelde Nicks dat wanneer ze een ooit een klein meisje zou krijgen, ze haar "Sara" zou noemen. Tijdens een interview met Billboard magazine in 2014 bevestigde Nicks dit gerucht: "Als ik met Don was getrouwd en de baby had gekregen en ze was een meisje geweest, had ik haar Sara genoemd. Dat klopt, maar niet helemaal".

### Mick Fleetwood
Mick Fleetwood schreef in zijn eigen autobiografie dat het nummer "Sara" een referentie was naar zijn affaire met Stevie Nicks. Fleetwood en Nicks hebben een tijdje een relatie gehad. Maar volgens Fleetwood werd Nicks boos toen hij een relatie met haar beste vriendin Sara kreeg. Dit was het einde van de relatie tussen Fleetwood en Nicks.

## Verschillende versies
Er zijn verschillende versies van dit nummer. Op het album Tusk staat de volledige albumversie van 6:22 minuten. De 7 inch singleversie is wel ingekort tot 4:37 ten behoeve van radiozenders. Er is ook een bekende "the cleaning lady"-versie waarin Nicks in het begin zegt: "I don't want to be a cleaning lady!" (ik wil geen schoonmaakster zijn).

## Muzikanten
- Stevie Nicks - zang, piano
- Lindsey Buckingham - akoestische gitaar, zang
- Christine McVie - keyboard, zang
- John McVie - basgitaar
- Mick Fleetwood - drum, percussie

## Hitnoteringen
De plaat werd in een aantal landen een hit en bereikte in thuisland het Verenigd Koninkrijk de 37e positie in de UK Singles Chart. In Australië werd de 11e positie behaald, Nieuw-Zeeland en Canada de 12e, de VS de 7e, Zuid-Afrika de 18e, Frankrijk de 31e en in Duitsland de 44e positie.
In Nederland werd de plaat op maandag 10 december 1979 door dj Frits Spits in het radioprogramma De Avondspits verkozen tot de 72e NOS Steunplaat van de week en was op vrijdag 21 december 1979 Veronica Alarmschijf op Hilversum 3 en werd een hit in de destijds drie landelijke hitlijsten op de nationale publieke popzender. De plaat bereikte de 14e positie in de Nationale Hitparade, de 10e positie in de Nederlandse Top 40 en piekte op de 8e positie in de TROS Top 50. In de Europese hitlijst op Hilversum 3, de TROS Europarade, werd géén notering behaald.
In België bereikte de plaat de 14e positie in de voorloper van de Vlaamse Ultratop 50 en de 11e positie in de Vlaamse Radio 2 Top 30. In Wallonië werd géén notering behaald.
Sinds de allereerste editie in december 1999 staat de plaat onafgebroken genoteerd in de jaarlijkse NPO Radio 2 Top 2000 van de Nederlandse publieke radiozender NPO Radio 2, met als hoogste notering een 166e positie in 2002.

### NPO Radio 2 Top 2000
| Nummer met noteringen in de NPO Radio 2 Top 2000 | '99 | '00 | '01 | '02 | '03 | '04 | '05 | '06 | '07 | '08 | '09 | '10 | '11 | '12 | '13 | '14 | '15 | '16 | '17 | '18 | '19 | '20 | '21 | '22 | '23 | '24 |
| ------------------------------------------------ | --- | --- | --- | --- | --- | --- | --- | --- | --- | --- | --- | --- | --- | --- | --- | --- | --- | --- | --- | --- | --- | --- | --- | --- | --- | --- |
| Sara                                             | 231 | 306 | 188 | 166 | 194 | 278 | 329 | 359 | 371 | 287 | 275 | 273 | 268 | 289 | 241 | 227 | 211 | 268 | 261 | 273 | 288 | 251 | 312 | 188 | 264 | 225 |

1. ↑  Een vetgedrukt getal geeft de hoogste notering aan.

### Evergreen Top 1000
| Evergreen Top 1000 | Evergreen Top 1000 | Evergreen Top 1000 | Evergreen Top 1000 | Evergreen Top 1000 | Evergreen Top 1000 | Evergreen Top 1000 | Evergreen Top 1000 | Evergreen Top 1000 | Evergreen Top 1000 | Evergreen Top 1000 | Evergreen Top 1000 | Evergreen Top 1000 | Evergreen Top 1000 | Evergreen Top 1000 | Evergreen Top 1000 | Evergreen Top 1000 |
| Jaar               | 2008               | 2009               | 2010               | 2011               | 2012               | 2013               | 2014               | 2015               | 2016               | 2017               | 2018               | 2019               | 2020               | 2021               | 2022               | 2023               |
| ------------------ | ------------------ | ------------------ | ------------------ | ------------------ | ------------------ | ------------------ | ------------------ | ------------------ | ------------------ | ------------------ | ------------------ | ------------------ | ------------------ | ------------------ | ------------------ | ------------------ |
| Positie            | -                  | -                  | -                  | -                  | -                  | -                  | -                  | 894                | 757                | 768                | 310                | 346                | 354                | 388                | 331                | 225                |